# Prawokubanskij
Prawokubanskij – osiedle typu miejskiego w Rosji, w Karaczajo-Czerkiesji. W 2010 roku liczyło 3187 mieszkańców.